# 19564 Айбурнетті
19564 Айбурнетті (19564 Ajburnetti) — астероїд головного поясу, відкритий 13 травня 1999 року.
Тіссеранів параметр щодо Юпітера — 3,558.